# Sampat Pal Devi

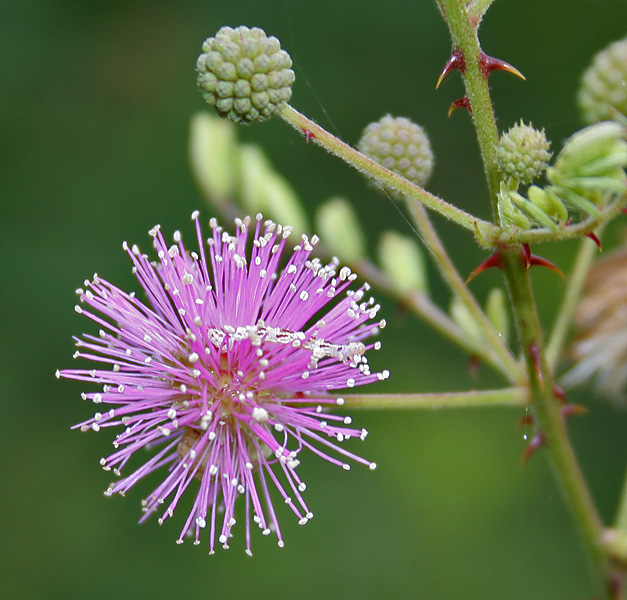
Mimosa hamanta (Gulabi babhul, in indiano), ispiratrice del nome del gruppo fondato da Sampat Pal Devi.

Sampat Pal Devi (Allahabad, 1960) è un'attivista e scrittrice indiana, impegnata, nel suo paese, nella lotta per la conquista dei diritti per le donne.

## La sua biografia e la sua formazione
Sampat Pal Devi è la fondatrice ed è stata leader di un gruppo di attiviste politiche in India settentrionale, nel Banda district, appartenente allo stato indiano dell'Uttar Pradesh.
Nonostante il matrimonio infantile sia illegale da moltissimi anni in India, Sampat Pal Devi è stata obbligata a sposarsi all'età di dodici anni, come racconta in un suo libro, Io, Sampat Pal, capobanda di un gruppo in sari rosa pubblicato da Oh! edizioni in Francia nell'ottobre 2008.
Nonostante i suoi impegni famigliari e le proposte di entrare in politica, che lei continua a rifiutare, Sampat non intende fermarsi, ma vuole mostrare agli uomini chi sono le donne del suo gruppo e di cosa sono capaci.
Sampat è la moglie di un contadino e venditore di verdure e madre di cinque figli (quattro femmine e un maschio). Ha anche lavorato, con il governo, per la salute dei lavoratori.

### Rimozione dalla guida della Gulabi Gang
Il 2 marzo 2014 Sampat Pal Devi è stata rimossa dal suo ruolo di guida della Gulabi Gang in quanto accusata di appropriazione indebita e di interesse personale nell'uso delle risorse del gruppo.

## La sua attività

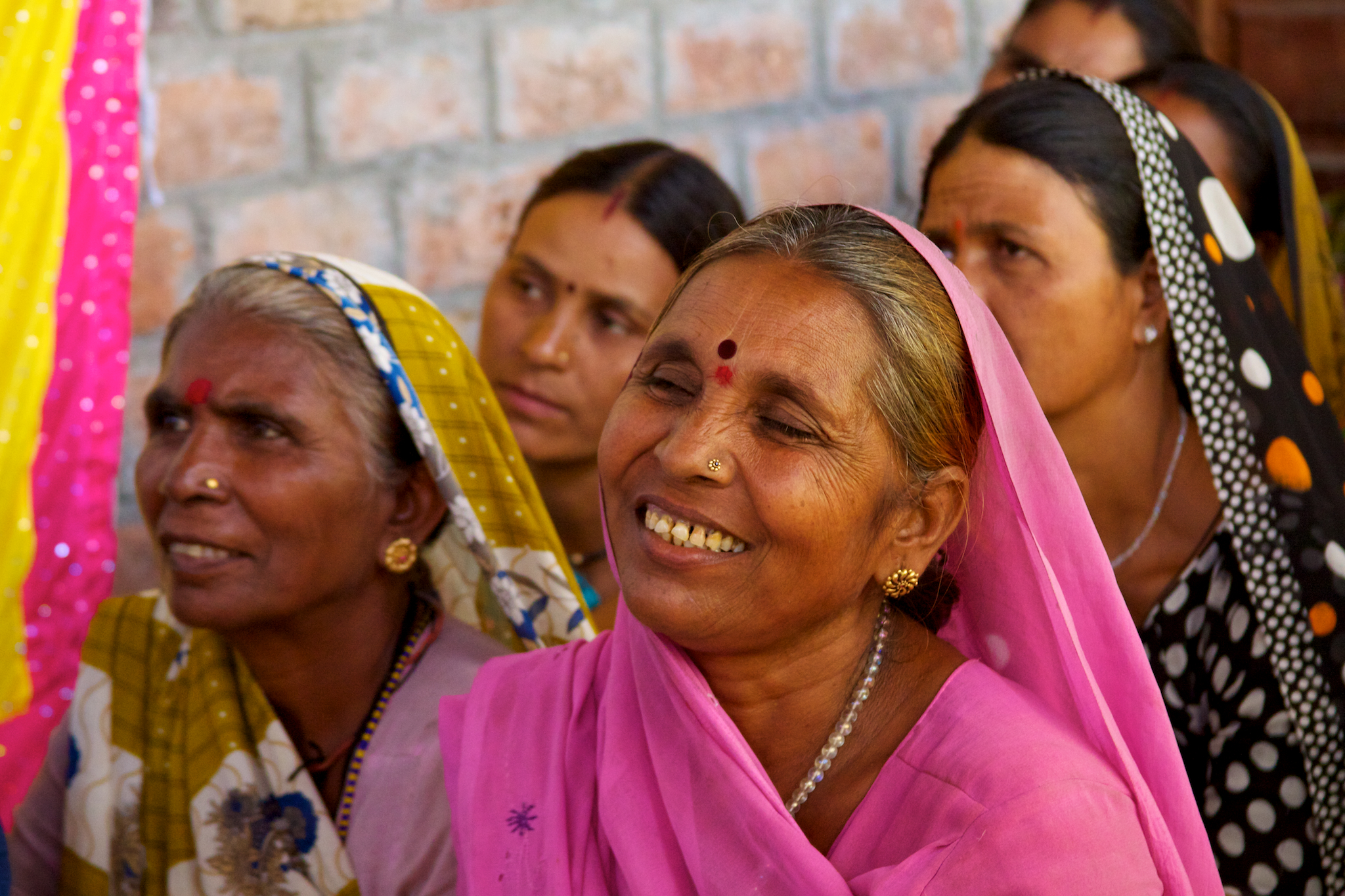
Alcune donne della Gulabi Gang durante un loro incontro.

Sampat Pal Devi formò la sua organizzazione all'inizio del 2006 e prese ispirazione dalla figura di Laxmibai Rani, una regina indiana che formò il suo esercito nel 1887 e tenne testa agli inglesi per un anno.
Il gruppo è chiamato Banda Gulabi o Gang Rosa (Pink Gang), perché molti di loro indossano un sari rosa. Banda è al centro di Bundelkhand, una delle zone più povere di uno degli stati più popolosi dell'India.
Sampat Pal Devi, parlando del suo gruppo, afferma: Non siamo una banda nel senso usuale del termine. Siamo una banda per la giustizia.
Le donne della regione di Banda giudicano come eroine le componenti del gruppo per il lavoro che svolgono in loro favore.
Il gruppo, che conta diverse migliaia di donne e pochi uomini, si comporta come se fosse formato da vigilantes ed opera per far raggiungere una maggiore giustizia sociale per i poveri, ma con una maggiore attenzione alle donne povere.
Il loro obiettivo è quello di incutere paura ai malintenzionati e di guadagnarsi il rispetto dei funzionari che hanno il potere di facilitare e promuovere un cambiamento della situazione.
Le componenti della banda brandiscono bastoni di bambù ed asce, e, quando si presenta la necessità, ne fanno uso.
I loro obiettivi più importanti sono:
- fine del fenomeno del matrimonio tra bambini,
- far cessare la tradizione dell'abbandono delle mogli,
- lotta alla criminalità ed alla corruzione in India.

Il suo movimento di donne si batte per cambiare le cose.
Nuove leggi vengono create ogni giorno in paesi diversi, anche in India, per ristabilire la parità tra uomini e donne. Tuttavia la lotta continua tutti i giorni.

## La condizione della donna in India

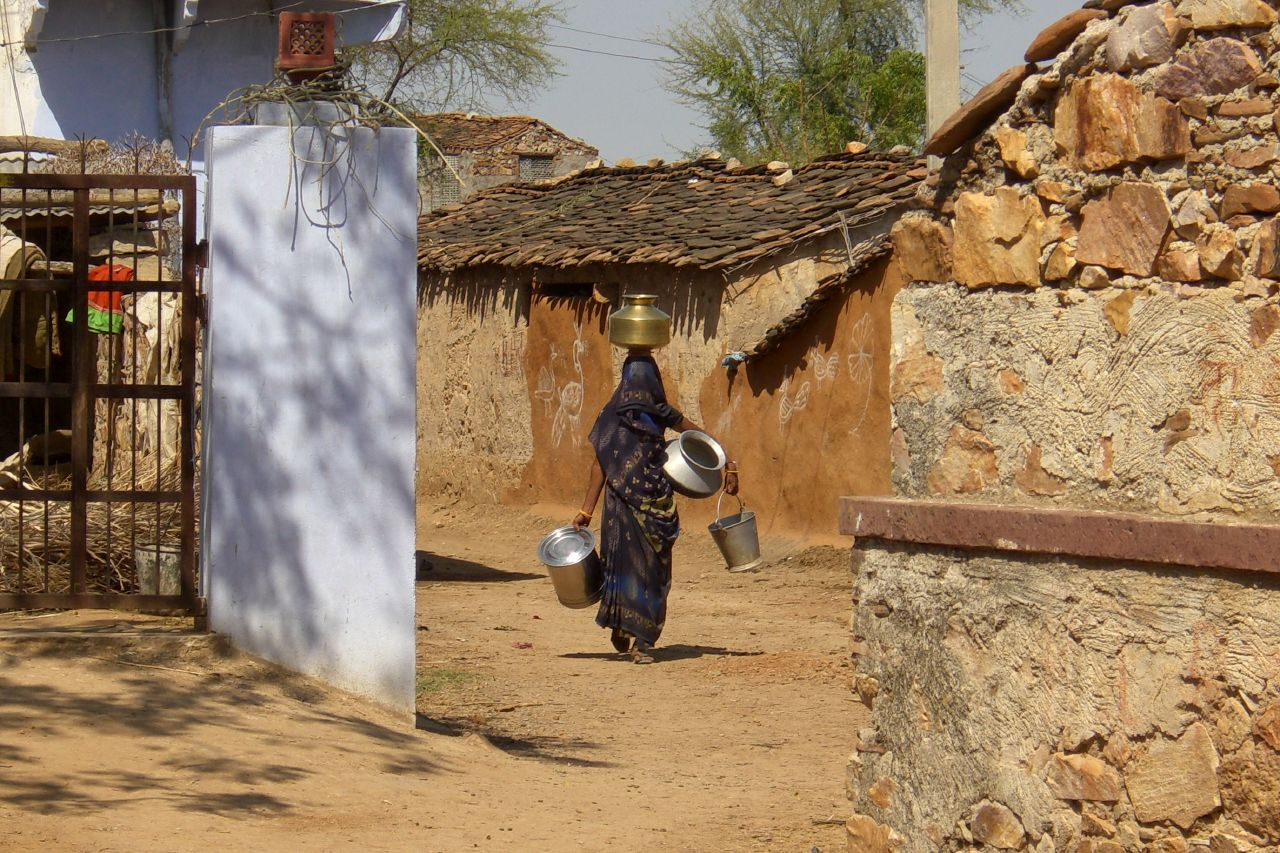
Questa foto è stata scattata in un piccolo villaggio nei pressi del Rajasthan Sawai Modhpur, dove le donne sono responsabili della crescita dei figli, della cura della casa e della maggior parte dei lavori agricoli. Sono inoltre tenute a lavorare completamente velate in pubblico, come questa donna diretta verso un pozzo.

Nella tradizione indiana le donne sono sempre state considerate come esseri inferiori. Quindi non hanno diritti e sono soggette all'uomo. Le donne devono obbedire ai loro mariti e non possono uscire di casa senza il loro permesso.
Le donne sono anche violentate e non possono dire nulla, per cui, nel 2007, fu approvata una legge contro la violenza sulle donne.
Da una indagine recente risulta che in media, in India, una donna viene violentata ogni mezz'ora ed un'altra è uccisa ogni 75 minuti.
Mayawati Kumari, una donna delle caste inferiori, è stata eletta Capo dello Stato dell'Uttar Pradesh, ma non è stato possibile rappresentarla in una statua, al suo posto è stato mostrato un uomo.
Questo conferma la condizione nella quale si trovano le donne.

## Filmografia
- Pink Gang, regia di Enrico Bisi (2010)

## Opere
- Sampat Pal (in collaborazione con Anne Berthod), Con il sari rosa (PDF) [collegamento interrotto], su api2.edizpiemme.it, edizpiemme.it, giugno 2011. URL consultato il 16 febbraio 2016.
- Sampat Pal Devi, Moi, Sampat Pal, chef de gang en sari rose, en collaboration avec Anne Berthod, Oh! Éditions, 2008. SBN 978-2-915056-79-2 (versione originale del testo tradotto in Italiano)
- Donne per un altro mondo. Storie di protagoniste femminili in Africa, Asia, a cura di P. Moiola, A. Lano, Il Segno, Gabrielli Editori